# Румынский национализм

Флаг Румынии

Великая Румыния

Румынский национализм (рум. Naționalism românesc) — национализм, который способствует культурному единству румын. Румынский национализм также включает и более радикальную версию.

## Националистические партии Румынии

### Текущие
- Партия Великой Румынии (1991 – н.в)
- Партия нового поколения (2000 – н.в)
- Noua Dreaptă (2000 – н.в)
- Социал-демократическая партия (2001 – н.в)
- Румынская социалистическая партия (2003 – н.в)
- Партия народного движения (2014 – н.в)
- Партия Объединенная Румынии (2015 – н.в)
- Блок национальной идентичности в Европе (2017 – н.в)
- Альянс за Союз румын (2019 – н.в)
- Партия румынской государственности (2019 – н.в)
- Правая альтернатива (2019 – н.в)
- Альянс за Родину (2021 – н.в)
- Правая сила (2021 – н.в)

### Бывшие
- Румынская национальная партия (1881–1926)
- Демократическая националистическая партия (1910–1946)
- Бессарабская крестьянская партия (1918–1923)
- Партия демократического союза (1919–1923)
- Национальное итало-румынское культурное и экономическое движение (1921–1923)
- Румынская национальная фасция (1921–1923)
- Национал-либеральная партия (Румыния, 1875 г.) (1875–1947 гг.)
- Коммунистическая партия Румынии (1921–1989)
- Национальное фашистское движение (1923–1930-е гг.)
- Национально-христианская лига защиты (1923–1935)
- Железная гвардия (1927–1941)
- Национал-либеральная партия-Братиану (1930–1938)
- Национал-социалистическая партия (1932–1934)
- Крестовый Поход Румынизма (1934–1937)
- Румынский фронт (1935–1938)
- Румынская партия национального единства (1990–2006 гг.)
- Социалистическая партия труда (1990–2003 гг.)
- Демократический фронт национального спасения (1992–1993)
- Все для страны (1993–2015)
- Партия социал-демократии в Румынии (1993–2001 гг.)
- Народная партия — Дан Дьяконеску (2011–2015)